# Ciclocross de Les Franqueses del Vallès
El Ciclocross de Les Franqueses del Vallès es una carrera ciclista de la modalidad de ciclocrós que se disputa en la ciudad catalana de Les Franqueses del Vallès. Fue creada en 2010.

## Palmarés masculino
| Año  | Vencedor       | Segundo                  | Tercero               |
| ---- | -------------- | ------------------------ | --------------------- |
| 2013 | Tomàs Misser   | Francesc Xavier Carnicer |                       |
| 2014 | Tomàs Misser   | Hugo Drechou             | Ramon Sagués          |
| 2015 | Felipe Orts    | Javier Ruiz de Larrinaga | Ismael Esteban        |
| 2016 | Ismael Esteban | Felipe Orts              | Aitor Hernández       |
| 2017 | Ismael Esteban | Felipe Orts              | Matthieu Boulo        |
| 2018 | Jofre Cullell  | Javier Ruiz de Larrinaga | Iván Feijoo           |
| 2019 | Felipe Orts    | Ismael Esteban           | Dieter Vanthourenhout |
| 2021 | Kevin Suárez   | Luke Verburg             | Eliote Ponchon        |

## Palmarés femenino
| Año  | Vencedora       | Segunda           | Tercera          |
| ---- | --------------- | ----------------- | ---------------- |
| 2014 | Mayalen Noriega | Elisabet Boix     | Mariola Antonela |
| 2015 | Aida Nuño       | Olatz Odriozola   | Sandra Santanyes |
| 2016 | Aida Nuño       | Lucía González    | Alicia González  |
| 2017 | Magdalena Duran | Suzanne Verhoeven | Mercè Pacios     |
| 2018 | Olatz Odriozola | Irene Trabazo     | Luisa Ibarrola   |
| 2019 | Lucía González  | Joyce Vanderbeken | Veerle Goossens  |
| 2021 | Lucía González  | Sara Cueto        | Lydia Pinto      |